# Vinculaspis mendicula
Vinculaspis mendicula är en insektsart som först beskrevs av Ferris 1941.  Vinculaspis mendicula ingår i släktet Vinculaspis och familjen pansarsköldlöss.
Artens utbredningsområde är Panama. Inga underarter finns listade i Catalogue of Life.